# I've Been Killing Slimes for 300 Years and Maxed Out My Level
I've Been Killing Slimes for 300 Years and Maxed Out My Level (スライム倒して300年、知らないうちにレベルMAXになってました?, Suraimu taoshite sanbyaku-nen, shiranai uchi ni Reberu Makkusu ni nattemashita, lett. "Ho ucciso slime per 300 anni e prima che me ne rendessi conto, ero al livello massimo") è una serie di light novel isekai scritta da Kisetsu Morita e illustrata da Benio. È stata serializzata online dal 23 giugno 2016 sul sito web di pubblicazione di romanzi generati dagli utenti Shōsetsuka ni narō e, nell'anno successivo, è stata acquisita da SB Creative, che ha pubblicato il primo volume della light novel nel 2017. Ha ricevuto un adattamento manga ad opera di Yūsuke Shiba dello stesso anno del debutto della light novel sul sito web Gangan Online di Square Enix. Un adattamento anime prodotto da Revoroot è stato trasmesso dal 10 aprile al 26 giugno 2021. Una seconda stagione prodotta da Teddy è stata trasmessa dal 5 aprile al 21 giugno 2025. La serie ha generato anche diversi romanzi spin-off.

## Trama
Dopo aver vissuto una vita dolorosa come impiegata sulla Terra, Azusa finisce per morire per il troppo lavoro. Si reincarna in un nuovo mondo come una strega che non invecchia mai e si ripromette di trascorrere le sue giornate nel modo più piacevole e senza stress possibile. Si guadagna da vivere dando la caccia agli slime, i mostri più facili da sconfiggere. Ma dopo secoli di semplice lavoro, è diventata estremamente potente e scopre di non poter più mantenere il suo stile di vita tranquillo.

## Personaggi

In primo piano: Halkara (a sinistra), Rosalie, Azusa e Laika (al centro). In secondo piano: Shalsha, Falfa, Beelzebub (a sinistra) e Flatorte (a destra)

Azusa Aizawa (アズサ・アイザワ / 相沢梓?, Azusa Aizawa / Aizawa Azusa)
Doppiata da: Aoi Yūki (drama-CD e anime)
Un'ex impiegata giapponese si reincarna in una strega immortale conosciuta come la "Strega dell'Altopiano" (高原の魔女?, Kōgen no majo). Stanca del sovraccarico di lavoro e profondamente segnata dalla sua morte prematura nella vita precedente, desidera condurre un'esistenza semplice. Tuttavia, quando la notizia delle sue straordinarie abilità si diffonde, si ritrova circondata da sfidanti che vogliono mettersi alla prova con lei e da persone di ogni tipo che cercano di unirsi a lei. Nonostante ciò, la strega è compassionevole e, col tempo, diventa molto protettiva nei confronti della sua famiglia adottiva, suscitando il disappunto di chiunque tenti di metterla in pericolo.
Laika (ライカ?, Raika)
Doppiata da: Kaede Hondo (drama-CD e anime)
Una ragazza drago rosso mutaforma di circa 300 anni. Inizialmente arrogante, si reca da Azusa con l'intento di combatterla e dimostrare di essere più forte. Dopo una sconfitta schiacciante contro Azusa, decide di unirsi a lei come prima apprendista e governante, diventando infine la sua sorella minore adottiva. Tra le sue relazioni si sviluppa una rivalità con Flatorte.
Falfa (ファルファ?, Farufa)
Doppiata da: Sayaka Senbongi (drama-CD e anime)
Una ragazza spirito slime di circa 50 anni, la maggiore di due sorelle gemelle, è una delle figlie adottive di Azusa. Sia lei che sua sorella Shalsha sono reincarnazioni delle creature slime che Azusa uccideva per sopravvivere. Mentre Shalsha nutre inizialmente un profondo risentimento nei confronti di Azusa, Falfa la adora e considera Azusa come la loro "madre".
Shalsha (シャルシャ?, Sharusha)
Doppiata da: Minami Tanaka (drama-CD e anime)
La sorella gemella più giovane dello spirito slime di Falfa è una delle figlie adottive di Azusa. Motivata da un forte desiderio di vendetta nei confronti di Azusa per aver sterminato tutti gli slime, ha imparato un incantesimo chiamato "Distruzione del Male", efficace contro una razza specifica e abbastanza potente da contrastare anche la magia di Azusa. Inoltre, è molto esperta in magia in generale. Dopo essere state facilmente sconfitte da Laika, Shalsha e Falfa accettano l'invito di Azusa a unirsi alla sua famiglia. Col tempo, Shalsha abbandona il suo desiderio di vendetta quando scopre che Azusa non è l'unica a prendere di mira gli slime. È anche molto curiosa e tende a prendere appunti su tutto ciò che incontra.
Halkara (ハルカラ?, Harukara)
Doppiata da: Sayaka Harada (drama-CD e anime)
Una giovane speziale elfica della provincia di Frant, di circa 225 anni, presenta sbalzi d'umore repentini e una corporatura voluttuosa. Ha inventato una bevanda energetica a base di alcol, la Nutri-Spirit, che ha riscosso un enorme successo. Tuttavia, dopo che Beelzebub, la signora dei demoni, ha bevuto la sua creazione, è stata colpita da un malessere a causa del lavoro incessante e dell'assuefazione. Per evitare ritorsioni, Halkara è fuggita da Azusa in cerca di protezione. Dopo essere stata ospitata e aver chiarito il malinteso con Beelzebub, Halkara decide di rimanere con Azusa e riprendere la produzione della sua bevanda energetica. È molto esperta di funghi, ma tende a essere dispersiva e incline agli incidenti.
Beelzebub (ベルゼブブ?, Beruzebubu)
Doppiata da: Manami Numakura (drama-CD e anime)
Demone femminile di alto rango, con circa 3.000 anni di vita, e ricopre il ruolo di ministro dell'agricoltura nel Regno dei Demoni, nonché Signora delle Mosche. Dopo essersi assuefatta alla bevanda energetica di Halkara, decide di inseguirla per riavviarne la produzione e sfida Azusa in un combattimento. Tuttavia, crolla per la stanchezza e viene curata da Azusa e Halkara. Una volta chiarito l'equivoco, Beelzebub se ne va pacificamente, ma giura di tornare per regolare i conti con Azusa (con cui alla fine perde) e ottenere altra bevanda da Halkara. Col tempo, inizia a stabilirsi come parte della "famiglia" di Azusa, diventando alla fine la sua sorella maggiore adottiva.
Flatorte (フラットルテ?, Furattorute)
Doppiata da: Azumi Waki (drama-CD e anime)
Una ragazza drago blu di oltre 400 anni incontra per la prima volta Azusa e la sua famiglia allargata mentre lei e il suo stormo tentano di disturbare il matrimonio della sorella maggiore di Laika. Questo comportamento è motivato dalla gelosia, poiché il carattere schietto della ragazza ha allontanato il suo stesso fidanzato. Dopo che Azusa sconfigge da sola gli aggressori e un ultimo atto di aggressione viene bloccato da Beelzebub, la ragazza è costretta a firmare un trattato di pace tra i draghi rossi e blu. Come parte dei suoi obblighi di pace, si unisce alla troupe di Azusa, nonostante il grande disgusto di Laika, che la considera una rivale. L'alternativa sarebbe stata il suicidio, a causa delle rigide norme culturali della sua razza.
Rosalie (ロザリー?, Rozarī)
Doppiata da: Riho Sugiyama (drama-CD e anime)
Una ragazza fantasma morta circa 200 anni fa all'età di 15 anni è la figlia di un mercante caduto in disgrazia. Si suicidò dopo aver appreso che suo padre intendeva venderla come prostituta. Il suo spirito inquieto iniziò a infestare la tenuta del mercante, che in seguito divenne la sede della nuova fabbrica di bevande energetiche di Halkara. Dopo essere stata catturata da Azusa, Halkara e Beelzebub, con qualche sforzo viene trasferita nella casa di Azusa, dove si unisce alla sua famiglia adottiva.
Fatla (ファートラ?, Fātora)
Doppiata da: Miku Itō
Una donna leviatano, segretaria di Beelzebub e sorella maggiore di Vania, è una creatura mutaforma in grado di assumere la forma di una gigantesca balena volante. Nonostante il mito che i leviatani siano esclusivamente creature acquatiche, in realtà sono abitanti dell'aria e vengono comunemente utilizzati come mezzi di trasporto viventi da demoni, diavoli e dai loro ospiti privilegiati, con tanto di hotel resort sulla loro schiena. Per adempiere a questo obbligo, entrambe le sorelle lavorano in tandem: mentre una si occupa del trasporto, l'altra utilizza le strutture dell'hotel, in particolare il bagno, per rilassarsi.
Vania (ヴァーニア?, Vānia)
Doppiata da: Ari Ozawa (anime)
Una donna leviatano, assistente segretaria di Beelzebub e sorella minore di Fatla.
Pecora (ペコラ?, Pekora) / Provat Pecora Allières (プロヴァト・ペコラ・アリエース?, Purovato Pekora Ariēsu)
Doppiata da: Yukari Tamura (drama-CD e anime)
Una ragazza demone di oltre 1.000 anni è il "Re" del Regno dei Demoni, con capitale a Vanzeld. Nonostante il suo titolo impressionante, la sua forma naturale è quella di una ragazza carina e minuta, dotata di corna di ariete e tre code. La maggior parte del tempo, si mostra sorprendentemente allegra e informale. Possiede anche un complesso di sottomissione; dopo essere stata accidentalmente messa al tappeto da Halkara e dopo che Azusa l'ha battuta in un duello per la vita di Halkara, si sottomette volentieri alla sua "conquistatrice".

## Media

### Light novel
Originariamente, la serie è stata pubblicata da Kisetsu Morita sul sito web di pubblicazione di romanzi generati dagli utenti Shōsetsuka ni narō dal 23 giugno 2016. L'editore SB Creative ha acquisito la serie e ha iniziato a pubblicarla sotto la propria etichetta GA Novel come light novel e con le illustrazioni di Benio a partire dal 14 gennaio 2017. Al 14 giugno 2025 i volumi totali ammontano a 28.
| Nº | Data di prima pubblicazione | Data di prima pubblicazione                                                 | Data di prima pubblicazione |
| Nº | Giapponese                  | Giapponese                                                                  |                             |
| -- | --------------------------- | --------------------------------------------------------------------------- | --------------------------- |
| 1  | 14 gennaio 2017             | ISBN 978-4-7973-9044-5                                                      |                             |
| 2  | 15 aprile 2017              | ISBN 978-4-7973-9176-3                                                      |                             |
| 3  | 15 luglio 2017              | ISBN 978-4-7973-9295-1                                                      |                             |
| 4  | 13 ottobre 2017             | ISBN 978-4-7973-9296-8                                                      |                             |
| 5  | 15 gennaio 2018             | ISBN 978-4-7973-9297-5 (ed. regolare) ISBN 978-4-7973-9298-2 (ed. limitata) |                             |
| 6  | 13 aprile 2018              | ISBN 978-4-7973-9617-1                                                      |                             |
| 7  | 14 luglio 2018              | ISBN 978-4-7973-9619-5 (ed. regolare) ISBN 978-4-7973-9618-8 (ed. limitata) |                             |
| 8  | 15 novembre 2018            | ISBN 978-4-7973-9913-4                                                      |                             |
| 9  | 15 marzo 2019               | ISBN 978-4-8156-0096-9 (ed. regolare) ISBN 978-4-8156-0097-6 (ed. limitata) |                             |
| 10 | 9 agosto 2019               | ISBN 978-4-8156-0274-1                                                      |                             |
| 11 | 12 dicembre 2019            | ISBN 978-4-8156-0275-8                                                      |                             |
| 12 | 14 aprile 2020              | ISBN 978-4-8156-0559-9 (ed. regolare) ISBN 978-4-8156-0276-5 (ed. limitata) |                             |
| 13 | 14 luglio 2020              | ISBN 978-4-8156-0705-0                                                      |                             |
| 14 | 14 ottobre 2020             | ISBN 978-4-8156-0651-0 (ed. regolare) ISBN 978-4-8156-0650-3 (ed. limitata) |                             |
| 15 | 14 gennaio 2021             | ISBN 978-4-8156-0706-7                                                      |                             |
| 16 | 13 aprile 2021              | ISBN 978-4-8156-0708-1 (ed. regolare) ISBN 978-4-8156-0707-4 (ed. limitata) |                             |
| 17 | 12 giugno 2021              | ISBN 978-4-8156-1090-6                                                      |                             |
| 18 | 14 settembre 2021           | ISBN 978-4-8156-1091-3                                                      |                             |
| 19 | 14 dicembre 2021            | ISBN 978-4-8156-1347-1                                                      |                             |
| 20 | 14 aprile 2022              | ISBN 978-4-8156-1393-8                                                      |                             |
| 21 | 11 agosto 2022              | ISBN 978-4-8156-1640-3                                                      |                             |
| 22 | 16 gennaio 2023             | ISBN 978-4-8156-1873-5                                                      |                             |
| 23 | 14 luglio 2023              | ISBN 978-4-8156-2034-9                                                      |                             |
| 24 | 14 novembre 2023            | ISBN 978-4-8156-2035-6                                                      |                             |
| 25 | 9 agosto 2024               | ISBN 978-4-8156-2707-2                                                      |                             |
| 26 | 15 dicembre 2024            | ISBN 978-4-8156-2708-9                                                      |                             |
| 27 | 12 aprile 2025              | ISBN 978-4-8156-2709-6                                                      |                             |
| 28 | 14 giugno 2025              | ISBN 978-4-8156-3200-7                                                      |                             |
| 29 | 15 gennaio 2026             | ISBN 978-4-8156-3732-3                                                      |                             |

Nei volumi 5, 6, 7, 20 e 21 della light novel sono state pubblicate storie speciali dedicate al personaggio di Beelzebub. Nel settembre 2019, queste storie sono state raccolte in un volume a sé stante e lo spin-off, intitolato Hira yakunin yatte 1500-nen, maō no chikara de daijin ni sarechaimashita (ヒラ役人やって1500年、魔王の力で大臣にされちゃいました? lett. "Sono stata una burocrate di basso livello per 1.500 anni e il Re Demone mi ha nominata ministro"), è stato pubblicato da SB Creative sotto l'etichetta GA Novel con Kisetsu Morita e Benio rispettivamente come autore e illustratore.
| Nº | Data di prima pubblicazione | Data di prima pubblicazione | Data di prima pubblicazione |
| Nº | Giapponese                  | Giapponese                  |                             |
| -- | --------------------------- | --------------------------- | --------------------------- |
| -  | 13 settembre 2019           | ISBN 978-4-8156-0116-4      |                             |

Nei volumi 8, 9 e 10 della light novel è stata pubblicata una storia speciale dedicata al personaggio di Halkara, intitolata Elf no gohan (エルフのごはん?, Erufu no gohan, lett. "Cibo per un'elfa").
Nei volumi 11, 12, 13, 16, 18 e 19 sono state pubblicate delle storie speciali sul personaggio di Laika, intitolate Red Dragon jogakuin (レッドドラゴン女学院?, Reddo Doragon jogakuin, lett. "Accademia femminile del drago rosso").
Nel volume 17, infine, è stata pubblicata una storia speciale sul personaggio di Wynona, intitolata Henkyōhaku no masshiro tabi (辺境伯の真っ白旅? lett. "Il bianco viaggio di una margravio").

### Manga
Il 29 giugno 2017, Square Enix ha iniziato a pubblicare un adattamento manga della serie realizzato da Yūsuke Shiba. Questo manga è disponibile sul sito online e nell'app per smartphone Gangan Online. I capitoli vengono raccolti in volumi tankōbon a partire dal 12 gennaio 2018. Al 12 marzo 2025 i volumi totali ammontano a 16.
| Nº | Data di prima pubblicazione | Data di prima pubblicazione                                                 | Data di prima pubblicazione |
| Nº | Giapponese                  | Giapponese                                                                  |                             |
| -- | --------------------------- | --------------------------------------------------------------------------- | --------------------------- |
| 1  | 12 gennaio 2018             | ISBN 978-4-7575-5582-2                                                      |                             |
| 2  | 22 giugno 2018              | ISBN 978-4-7575-5751-2                                                      |                             |
| 3  | 13 novembre 2018            | ISBN 978-4-7575-5912-7                                                      |                             |
| 4  | 12 aprile 2019              | ISBN 978-4-7575-6085-7                                                      |                             |
| 5  | 12 settembre 2019           | ISBN 978-4-7575-6286-8                                                      |                             |
| 6  | 12 febbraio 2020            | ISBN 978-4-7575-6502-9                                                      |                             |
| 7  | 12 settembre 2020           | ISBN 978-4-7575-6749-8                                                      |                             |
| 8  | 12 marzo 2021               | ISBN 978-4-7575-7122-8 (ed. regolare) ISBN 978-4-7575-7123-5 (ed. limitata) |                             |
| 9  | 11 giugno 2021              | ISBN 978-4-7575-7321-5                                                      |                             |
| 10 | 10 dicembre 2021            | ISBN 978-4-7575-7630-8                                                      |                             |
| 11 | 10 giugno 2022              | ISBN 978-4-7575-7965-1                                                      |                             |
| 12 | 12 dicembre 2022            | ISBN 978-4-7575-8307-8                                                      |                             |
| 13 | 12 luglio 2023              | ISBN 978-4-7575-8663-5                                                      |                             |
| 14 | 9 febbraio 2024             | ISBN 978-4-7575-9050-2                                                      |                             |
| 15 | 9 agosto 2024               | ISBN 978-4-7575-9353-4                                                      |                             |
| 16 | 12 marzo 2025               | ISBN 978-4-7575-9739-6                                                      |                             |

Un adattamento manga della light novel spin-off Hira yakunin yatte 1500-nen, maō no chikara de daijin ni sarechaimashita è stato lanciato sul sito web e sull'applicazione per smartphone Gangan Online di Square Enix, con Meishi Murakami come disegnatore.
| Nº | Data di prima pubblicazione | Data di prima pubblicazione | Data di prima pubblicazione |
| Nº | Giapponese                  | Giapponese                  |                             |
| -- | --------------------------- | --------------------------- | --------------------------- |
| 1  | 12 settembre 2019           | ISBN 978-4-7575-6287-5      |                             |
| 2  | 12 febbraio 2020            | ISBN 978-4-7575-6503-6      |                             |
| 3  | 12 settembre 2020           | ISBN 978-4-7575-6750-4      |                             |

Un adattamento manga della light novel spin-off Red Dragon jogakuin è stato lanciato sull'applicazione per smartphone Manga Up! di Square Enix, con Hitsujibako come disegnatore.
| Nº | Data di prima pubblicazione | Data di prima pubblicazione | Data di prima pubblicazione |
| Nº | Giapponese                  | Giapponese                  |                             |
| -- | --------------------------- | --------------------------- | --------------------------- |
| 1  | 10 dicembre 2021            | ISBN 978-4-7575-7631-5      |                             |
| 2  | 9 agosto 2024               | ISBN 978-4-7575-9354-1      |                             |

### Anime
Una serie televisiva anime è stata annunciata durante un livestream per l'evento "GA Fes 2019" tenutosi il 19 ottobre 2019. La serie è animata da Revoroot e diretta da Nobukage Kimura, con Tatsuya Takahashi che si occupa della sceneggiatura, Keisuke Goto che cura il character design e Keiji Inai che compone la colonna sonora. La serie è stata trasmessa dal 10 aprile al 26 giugno 2021 su AT-X, Tokyo MX e BS1. La sigla d'apertura è Gudafuwa Everyday (ぐだふわエブリデー?, Gudafuwa Eburidē) di Aoi Yūki mentre quella di chiusura è Viewtiful Days! di Azumi Waki. Crunchyroll ha trasmesso la serie in streaming al di fuori dell'Asia. Nel sud-est asiatico e nell'Asia meridionale, Muse Communication ha concesso la licenza della serie che è stata trasmessa su Animax Asia.
Nel gennaio 2022 è stato annunciato il via libera per una seconda stagione, che è animata da Teddy e diretta da Kunihisa Sugishima, con Naohiro Fukushima che si occupa della sceneggiatura, Hikaru Kodama che cura il character design e Kenji Inai che torna a comporre la colonna sonora. È stata trasmessa dal 5 aprile al 21 giugno 2025. La sigla d'apertura è So Lucky di Yui Ogura mentre quella di chiusura è Eeny, Meeny, Miny, Moe (イニミニマニモ?, Ini Mini Mani Mo) di Aguri Ōnishi.

#### Episodi

##### Prima stagione
| Nº serie | Nº | Titolo italiano Giapponese 「Kanji」 - Rōmaji | In onda        | In onda |
| Nº serie | Nº | Titolo italiano Giapponese 「Kanji」 - Rōmaji | Giapponese     |         |
| 1        | 1  | Ho raggiunto il limite massimo 「レベルMAXになっていた」 - Reberu Makkusu ni natteita | 10 aprile 2021 |         |
| 1        | 1  | Un'impiegata di nome Aizawa Azusa muore di fatica soli ventisei anni e una dea benevola decide di reincarnarla come strega immortale in un nuovo mondo. Determinata a vivere una vita pacifica, Azusa si dedica alla costruzione di una fattoria in montagna e alla caccia quotidiana di slime per passare il tempo. Dopo trecento anni, gli abitanti del villaggio di Flatta la conoscono come la "Strega dell'Altopiano" per via delle sue abilità mediche. Per curiosità, decide di far misurare i suoi poteri alla gilda degli avventurieri e scopre che l'esperienza accumulata uccidendo slime ogni giorno per tre secoli equivale a sconfiggere 4380 draghi. Così, diventa l'avventuriera più forte del mondo. Tuttavia, la sua vita serena viene interrotta da vari sfidanti, tra cui Laika, un drago leggendario che la sfida e viene sconfitto, ma non prima di distruggere accidentalmente la casa di Azusa. In seguito, Laika si presenta sotto forma di ragazza, le offre un tesoro per riparare la sua casa e chiede di diventare allieva di Azusa. Sperando che questo possa semplificare la sua vita nel lungo termine, Azusa accetta Laika come allieva e sorella, decidendo di insegnarle che anche un piccolo sforzo quotidiano può portare a grandi risultati, iniziando dalla costruzione di una casa più grande in cui vivere. |                |         |
| 2        | 2  | Figlie in arrivo 「娘が来た」 - Musume ga kita | 17 aprile 2021 |         |
| 2        | 2  | Azusa è osservata da una ragazza che giura vendetta nei suoi confronti. Laika, consapevole del crescente pericolo, avverte che gli attacchi di nemici e mostri potrebbero aumentare ora che la sua forza è nota, e decide di proteggere il villaggio di Flatta ponendo una barriera magica attorno ad esso. Una bambina di nome Falfa rivela che sua sorella, Shalsha, sta cercando di uccidere Azusa e sostiene che Azusa sia la loro madre. Azusa scopre così che le due sorelle sono in realtà spiriti di slime di cinquant'anni, formati dalle anime degli slime che ha ucciso nel corso degli anni. Mentre Falfa considera Azusa come una madre, Shalsha è animata dal desiderio di vendicare gli slime. Tuttavia, la magia di Azusa non ha effetto su Shalsha, che ha dedicato cinquant'anni ad affinare il suo incantesimo "Distruzione del Male" specificamente per affrontare Azusa. Laika interviene per proteggere Azusa e riesce a sconfiggere facilmente Shalsha. Falfa spiega che Shalsha ha affinato il suo incantesimo solo per affrontare Azusa e che ora è indifesa contro ogni altro attacco; inoltre, non potrà utilizzare nuovamente "Distruzione del Male" per almeno altri cinquant'anni. Dopo aver appreso che Azusa non è l'unica a uccidere slime e che la ragione per cui le persone lo fanno è la loro mancanza di comprensione, Shalsha decide di abbandonare il suo rancore e vivere felicemente. Azusa, commossa dalla situazione, decide di diventare la loro madre e invita le sorelle a vivere con lei. Shalsha accetta che Azusa continui a uccidere slime, ma solo quelli bianchi, considerati malvagi. Così, Azusa conclude che una vita insieme a un'allieva drago e a due figlie slime può essere pacifica e soddisfacente. |                |         |
| 3        | 3  | E poi arriva un'elfa 「エルフが来た」 - Erufu ga kita | 24 aprile 2021 |         |
| 3        | 3  | Halkara, una ragazza elfa, si presenta a casa di Azusa in cerca di aiuto contro il demone Beelzebub. Spiega di aver creato una bevanda energetica chiamata Nutri-Spirit, che ha causato la malattia di Beelzebub, costringendola a fuggire per evitare la punizione. Azusa accetta di prendere Halkara come allieva e protegge la sua casa con una barriera magica. Mentre raccoglie funghi, Halkara mangia incautamente un fungo afrodisiaco e tenta di sedurre Azusa, che la punisce per il suo comportamento inappropriato. Durante questo episodio, Azusa scopre che Beelzebub aveva assunto le sembianze di una mosca e l'aveva osservata per tutto il tempo. Azusa sfida quindi Beelzebub a un duello; durante lo scontro, il demone vola contro la barriera e sviene per lo shock. Dopo essersi ripresa, Beelzebub spiega che non è stata la bevanda a farla ammalare, ma piuttosto l'energia fornita dal Nutri-Spirit che l'ha costretta a lavorare tutta la notte senza sosta, quindi spiega di volere altre bottiglie di questo integratore energetico. Azusa punisce Halkara per averle fatto perdere tempo e Halkara decide di trasferire la sua fabbrica di Nutri-Spirit a Flatta per continuare a vivere con Azusa. Beelzebub accetta di tornare in visita per risolvere pacificamente il loro duello e per incontrare Falfa e Shalsha. Azusa si sente pronta ad accogliere questa nuova espansione della sua famiglia, finché Laika non annuncia improvvisamente di voler tornare a casa sua. |                |         |
| 4        | 4  | Siamo andate al matrimonio di un drago 「ドラゴンの結婚式に行った」 - Doragon no kekkonshiki ni itta | 1º maggio 2021 |         |
| 4        | 4  | Laika comunica che la sua partenza è solo temporanea, poiché deve partecipare al matrimonio della sorella maggiore, Leila, e invita tutte a unirsi a loro. Per l'occasione, Laika organizza un viaggio in aereo verso il Monte Rokko, la dimora dei draghi rossi. Tuttavia, i draghi del clan rivale, i draghi blu, si infiltrano alla festa guidati da Flatorte, una bulla nota per la sua gelosia nei confronti di Leila, che si sposa prima di Laika. Flatorte ha in mente di usare il suo alito di ghiaccio per congelare completamente il Monte Rokko. Azusa decide inizialmente di non intervenire in una questione tra clan, ma quando un drago mette in pericolo le sue figlie, interviene sconfiggendo i draghi blu e costringendo Flatorte a fuggire dal matrimonio. Al villaggio di Monte Rokko, Azusa incontra Beelzebub, in vacanza alle sorgenti calde e responsabile del prosciugamento della magia dei draghi blu. Laika costringe Flatorte ad assumere la sua forma umana e a risarcire i danni. Azusa la obbliga anche a firmare un trattato di pace per garantire che non attacchi più i draghi rossi. Durante il matrimonio, Flatorte esprime a malincuore i suoi auguri a Leila per il suo nuovo status di donna sposata. Successivamente, Laika chiede ad Azusa se può considerarla una sorella ora che la sua stessa sorella si è sposata. Azusa accoglie con gioia Laika come sorella minore, mentre Beelzebub diventa la sua sorella maggiore e Halkara la sua apprendista fastidiosa. |                |         |
| 5        | 5  | E apparve un fantasma 「幽霊が出た」 - Yūrei ga deta | 8 maggio 2021  |         |
| 5        | 5  | Nella nuova fabbrica di Halkara aleggia un fantasma, il che le impedisce di assumere dipendenti. Per risolvere la situazione, Azusa evoca Beelzebub, in quanto ha paura dei fantasmi. Beelzebub riesce a costringere il fantasma a mostrarsi, rivelando che si tratta di un'adolescente di nome Rosalie, che si è suicidata secoli fa dopo essere stata venduta dai suoi genitori egoisti a un uomo crudele. La fabbrica era la sua casa di famiglia e, come fantasma, è bloccata nel luogo in cui è morta. Beelzebub spiega a Rosalie che, se possiede un essere umano, potrà viaggiare al di fuori dell'edificio. Azusa offre quindi Halkara come contenitore, suscitando entusiasmo in Rosalie. Tuttavia, quando Rosalie si rende conto di essere bloccata nel corpo di Halkara, Beelzebub avverte che questa situazione potrebbe mettere in pericolo la vita di Halkara. Il tentativo di liberare Halkara da Rosalie si rivela complicato, poiché il fantasma non può essere scosso, esorcizzato o spaventato. Nella speranza che far addormentare Rosalie possa aiutare, decidono di farla ubriacare. Questo consente a Halkara di riprendere possesso del suo corpo. Successivamente, per far tornare sobria Rosalie, immergono Halkara nell'acqua gelata, costringendo il fantasma a uscire dal corpo. Rivelando di saper usare la magia, Rosalie dissipa le voci sui fantasmi e diventa utile agli abitanti del villaggio, permettendo così a Halkara di iniziare ad assumere dei dipendenti per la sua attività. |                |         |
| 6        | 6  | E arrivò il leviatano 「リヴァイアサンが来た」 - Rivaiasan ga kita | 15 maggio 2021 |         |
| 6        | 6  | Beelzebub annuncia che Azusa riceverà la Medaglia d'Onore dei Demoni per aver posto fine alla guerra tra i clan dei draghi, il che comporta una visita al Regno dei Demoni. Rosalie, preoccupata di non poter indossare un bel vestito perché i fantasmi sono intrappolati nell'abito con cui sono morti, teme di non apparire adeguata. Per risolvere questo problema, Azusa decide di creare un incantesimo per permettere a Rosalie di indossare un vestito elegante. Beelzebub arriva con un gigantesco demone balena volante di nome Fatla, che le trasporta nel Regno dei Demoni. Fatla è così grande che sulla sua schiena trasporta un hotel di lusso gestito da sua sorella Vania. Dopo aver trascorso la notte, giungono alla capitale demoniaca, Vanzeld, per incontrare il Re Demone. Il Re Demone si rivela essere una bambina di nome Provat Pecora Allieres, grande fan della bevanda Nutri-Spirit di Azusa e Halkara. Halkara, non accorgendosi inizialmente che Provat è il Re Demone, fa alcuni commenti scortesi e deve inginocchiarsi per chiedere perdono. Provat trova Halkara divertente e la perdona, ma mentre Halkara si alza accidentalmente colpisce Provat alla testa. Con Provat svenuta, Halkara viene arrestata per aver attaccato il Re Demone e condannata a morte. |                |         |
| 7        | 7  | Ho sconfitto il Re dei Demoni 「魔王を倒しちゃった」 - Maō o taoshichatta | 22 maggio 2021 |         |
| 7        | 7  | Azusa elabora un piano per risvegliare Provat utilizzando una pozione dal sapore sgradevole. Tuttavia, deve affrontare i sudditi di Provat, che non si fidano di lei. Quando Provat si sveglia, accusa Azusa di aver tentato di avvelenarla e la sfida a duello. Azusa riesce a distruggere la spada di Provat, il che porta la bambina a risparmiare Halkara. In seguito, Provat confessa di cercare qualcuno più forte di lei e dichiara che Azusa è la sua sorella maggiore. Costretta ad accettare questo nuovo ruolo, Azusa finge di essere una sorella maggiore dominante e convince Provat, che ora insiste nel farsi chiamare Pecora, a liberare Halkara, facendole credere che l'incidente in cui è stata messa al tappeto fosse involontario. Pecora ammette di avere un "complesso di sottomissione" e desidera che Azusa la comandi. Durante la cerimonia di consegna delle medaglie d'onore, Pecora premia Azusa, Laika e Flatorte per celebrare la fine della guerra tra i draghi. Inoltre, costringe Flatorte a permettere ad Azusa di toccarle le corna come segno di pace. Flatorte rivela che se Azusa tocca le sue corna, ciò implica che ora è la sua padrona, costringendola a servirla per sempre o a suicidarsi. Azusa realizza che Pecora l'ha manipolata per portare Flatorte a casa con sé, così ordina a Flatorte di pensare e agire autonomamente, liberandola dalla servitù grazie a una scappatoia. Nonostante ciò, Flatorte decide comunque di vivere con Azusa e inizia a chiamarla "mamma", dando vita a una rivalità tra sorelle con Laika. |                |         |
| 8        | 8  | Appare una finta Strega dell'Altopiano 「高原の魔女の偽物が出た」 - Kōgen no majo no nisemono ga deta | 29 maggio 2021 |         |
| 8        | 8  | Laika e Flatorte continuano a bisticciare incessantemente. Falfa e Shalsha pensano che il loro comportamento scontroso sia dovuto alla mancanza di carne fresca. Natalie, addetta alla reception della gilda, porta la notizia di un'infestazione di cinghiali, suscitando l'entusiasmo di Laika e Flatorte. Flatorte, inizialmente, si spoglia dei vestiti, ritenendoli un ostacolo per la caccia. Dopo aver cacciato i cinghiali, Beelzebub e Fatla arrivano e organizzano un banchetto a base di carne di cinghiale. Laika e Flatorte ammettono di aver litigato riguardo al turno di dormire accanto ad Azusa, così Azusa decide di farle dormire entrambe nel suo letto. Tempo dopo, Azusa si rende conto che qualcuno si è spacciato per lei. Mentre cercano informazioni, si imbattono in un locale specializzato nel servire masochisti; la proprietaria offre di identificare la falsa Strega dell'Altopiano se passeranno del tempo ad abusare dei suoi clienti, attività in cui Azusa e Laika scoprono di avere un certo talento. La falsa Strega dell'Altopiano si rivela essere una donna anziana che tenta di fuggire ma viene catturata e si trasforma in una giovane strega di nome Eno. Eno spiega di essere una produttrice di medicine e desidera diventare famosa, ma non vuole essere riconosciuta da troppe persone. Azusa le suggerisce di vendere le sue medicine sotto le spoglie di una ragazza idol, in modo da ottenere fama pur rimanendo anonima. Le medicine di Eno diventano così popolari che Azusa chiede consiglio su come espandere la sua attività. Inoltre, Halkara considera l'idea di farla diventare socia nella sua fabbrica.                                                                                            |                |         |
| 9        | 9  | Mia figlia è diventata uno slime e non riesce più a tornare normale 「娘がスライムから戻れなくなった」 - Musume ga Suraimu kara modorenaku natta | 5 giugno 2021  |         |
| 9        | 9  | Falfa si trasforma in uno slime e non riesce a tornare alla sua forma originale. Beelzebub consiglia di chiedere aiuto allo Slime Intelligente, che abita nel castello di Pecora. Anche se lo Slime Intelligente non ha le informazioni necessarie, suggerisce di rivolgersi allo Slime Mago, che si trova in cima a una montagna vicina. Lo Slime Mago rivela di essere stato uno slime in passato, ma ha usato la magia di trasformazione per assumere sembianze umane. Diagnostica rapidamente che a Falfa è venuto il torcicollo dormendo, rendendole difficile mantenere la forma umana. Poiché questa trasformazione è avvenuta d'istinto, Falfa deve imparare a ritrasformarsi e lo Slime Mago suggerisce di contattare lo Slime Lottatore, che ha acquisito la sua forma umana attraverso lo studio delle arti marziali. Azusa e Beelzebub si iscrivono così a un torneo di arti marziali, dove Beelzebub sconfigge lo Slime Lottatore, il quale poi aiuta Falfa a tornare umana. Successivamente, Beelzebub chiede ad Azusa di affrontarla nella finale per risolvere un vecchio duello. Azusa, determinata a non perdere davanti alle sue figlie, riesce a sconfiggere nuovamente Beelzebub. Quest'ultima sottolinea che, avendo vinto il torneo, la fama di Azusa si diffonderà ulteriormente, portandole nuovi problemi. Lo Slime Lottatore esprime il desiderio di diventare allieva di Azusa, ma si tira indietro quando percepisce dall'aura di Azusa quanti slime abbia ucciso. Così decide di diventare allieva della riluttante Beelzebub. |                |         |
| 10       | 10 | La menestrella arriva in città 「吟遊詩人が来た」 - Gin'yū shijin ga kita | 12 giugno 2021 |         |
| 10       | 10 | Schifanoia, una giovane musicista con le sembianze di un coniglio, visita il villaggio di Flatta, ma il suo stile mortale non riesce a impressionare gli abitanti. Sfinita dalla fame, sviene e Azusa la porta a casa, dove Schifanoia rivela di chiamarsi Kuku. Dopo sessantatré anni di tentativi falliti come musicista, Kuku sta considerando di cercare un lavoro "normale". Azusa la incoraggia a continuare se la musica la rende felice. Flatorte, appassionata di musica, osserva che lo stile mortale non è più in voga e che Kuku non ha molto talento. Azusa propone di cambiare stile e invita tutti a pensare a nuovi testi. Laika canta una canzone dedicata alla devozione verso Azusa, Halkara presenta una melodia che promuove la sua bevanda nutriente, Falfa e Shalsha cantano un brano dedicato alle cavallette, mentre Rosalie esprime la sua depressione per essere morta. Kuku decide di abbandonare il suo personaggio di Schifanoia e scrivere una canzone ispirata ad Azusa e alla sua famiglia. Quando Beelzebub arriva e ascolta la nuova canzone di Kuku, le chiede di esibirsi al festival musicale dei demoni. Sebbene Kuku soffra di ansia da prestazione al pensiero di un pubblico così vasto, Flatorte la sostiene e la aiuta a eseguire la sua canzone Grazie, ricevendo applausi entusiasti da tutti. La sua esibizione le procura centinaia di offerte per suonare in altri concerti. Kuku esprime la sua gratitudine a tutti coloro che hanno creduto in lei, in particolare a Flatorte, che le consiglia di continuare a suonare qualsiasi stile la renda felice, indipendentemente da tutto. |                |         |
| 11       | 11 | Ho mangiato un fungo e sono diventata una bambina 「キノコを食べて子供になった」 - Kinoko o tabete kodomo ni natta | 19 giugno 2021 |         |
| 11       | 11 | Halkara, per errore, fa mangiare ad Azusa un fungo magico, trasformandola in una bambina. Per risolvere il problema, Azusa decide di evocare Beelzebub, che, colpita dalla sua carineria, accetta di accompagnarla da Pecora. Anche Pecora, affascinata dalla dolcezza di Azusa, la indirizza verso un dungeon all'interno di un gigantesco Albero del Mondo, dove vive un'alchimista. Azusa si aspetta un viaggio pieno di pericoli, ma scopre che l'albero è stato trasformato in un'attrazione turistica a 108 piani. Per affrontare le varie trappole turistiche, ci vuole tempo; così Azusa, Fatla e Vania decidono di pernottare in una sorgente termale al 38º piano e poi nuovamente all'84º piano la notte successiva. Arrivate finalmente al 108º piano, incontrano l'alchimista, una giovane ragazza che offre ad Azusa la cura: delle pillole preparate da Eno. Quando incontrano Eno, questa si sorprende quando scopre che Azusa ha deciso di arrampicarsi sull'albero, facendo notare che le viverne avrebbero potuto portarla in cima senza problemi. Inoltre, le informa che la medicina è disponibile nel suo negozio vicino alla casa di Azusa. Tornata al castello di Pecora, Azusa prende le pillole ma dimentica di cambiarsi d'abito. Così, quando cresce dopo aver preso la medicina, i suoi vestiti si strappano e la lasciano nuda. Stanca per la lunga impresa, Azusa insiste affinché tutte facciano il bagno insieme; Pecora chiede persino di poter toccare i seni di Azusa e la insegue per tutto il bagno. |                |         |
| 12       | 12 | Abbiamo aperto un cafè 「喫茶店を開いた」 - Kissaten o hiraita | 26 giugno 2021 |         |
| 12       | 12 | Il gruppo visita Flatta, dove si sta preparando il festival della danza, un evento di due giorni dedicato alla celebrazione del raccolto. Azusa, che in passato aveva evitato i festival di danza, ora desidera partecipare attivamente, grazie al legame instaurato con le sue compagne. Durante un pranzo in un cafè, trae ispirazione dalle abilità delle sue amiche e decide di gestire il cafè “La Casa della Strega” alla vigilia del festival. Per prepararsi all'evento, Azusa e le altre provano le uniformi da cameriere, creano il menu, allestiscono la caffetteria e distribuiscono volantini agli abitanti di Flatta. Alla vigilia del festival, notando la lunga coda davanti alla loro caffetteria, Azusa decide di aprire un'ora prima e inizia a servire i clienti con l'aiuto delle altre. Con l'aumentare della folla durante la giornata, Beelzebub, Vania, Fatla e persino Pecora si uniscono per dare una mano. Anche lo Slime Lottatore, Eno e Kuku fanno visita alla caffetteria. Grazie al loro supporto, Azusa e il suo team riescono a servire tutti i clienti e a chiudere il negozio con successo. Azusa esprime la sua gratitudine alle amiche per aver contribuito al successo della caffetteria prima di prendersi una pausa per riflettere sugli eventi trascorsi. Il giorno seguente, poiché le altre vogliono visitare il festival della danza, Azusa decide di portarle all'evento la sera stessa. Alla fine una persona bussa alla porta e Azusa le chiede come può essergli utile. |                |         |

##### Seconda stagione
| Nº serie | Nº | Titolo italiano Giapponese 「Kanji」 - Rōmaji                                                                       | In onda        | In onda |
| Nº serie | Nº | Titolo italiano Giapponese 「Kanji」 - Rōmaji                                                                       | Giapponese     |         |
| 13       | 1  | E arrivò una dea 「神様が来た」 - Kamisama ga kita                                                                  | 5 aprile 2025  |         |
| 14       | 2  | Siamo andate alla ricerca di un non-morto 「アンデッドを捜索した」 - Andeddo o sōsaku shita                         | 12 aprile 2025 |         |
| 15       | 3  | Siamo andate a casa di Beelzebub 「ベルゼブブの家に行った」 - Beruzebubu no ie ni itta                              | 19 aprile 2025 |         |
| 16       | 4  | Siamo andate alla ricerca di una mandragora 「マンドラゴラを探すことになった」 - Mandoragora o sagasu koto ni natta | 26 aprile 2025 |         |
| 17       | 5  | Sono diventata figlia di Yufufu 「ユフフママの娘になった」 - Yufufu Mama no musume ni natta                         | 3 maggio 2025  |         |
| 18       | 6  | Laika si è iscritta a un torneo di arti marziali 「ライカが武術大会に出た」 - Raika ga bujutsu taikai ni deta       | 10 maggio 2025 |         |
| 19       | 7  | Ho incontrato uno spirito del pino 「松の精霊に会った」 - Matsu no seirei ni atta                                   | 17 maggio 2025 |         |
| 20       | 8  | Siamo andate al mare a nuotare 「海水浴に行った」 - Kaisuiyoku ni itta                                              | 24 maggio 2025 |         |
| 21       | 9  | Abbiamo incontrato la regina degli spiriti maligni 「悪霊の陛下と会った」 - Akuryō no heika to atta                 | 31 maggio 2025 |         |
| 22       | 10 | Sono andata alla festa di compleanno del Re Demone 「魔王のお誕生会に行った」 - Maō no o tanjōe ni itta             | 7 giugno 2025  |         |
| 23       | 11 | Ho affrontato una dea tradizionale 「伝統ある神様と戦った」 - Dentō aru kamisama to tatakatta                       | 14 giugno 2025 |         |
| 24       | 12 | Quest'anno abbiamo di nuovo aperto il café 「今年も喫茶店を開いた」 - Kotoshi mo kissaten o aita                    | 21 giugno 2025 |         |

## Accoglienza
La light novel si è classificata al nono posto nel 2019 nella guida annuale delle light novel Kono light novel ga sugoi! di Takarajimasha nella categoria tankōbon.